# 牛朱別川

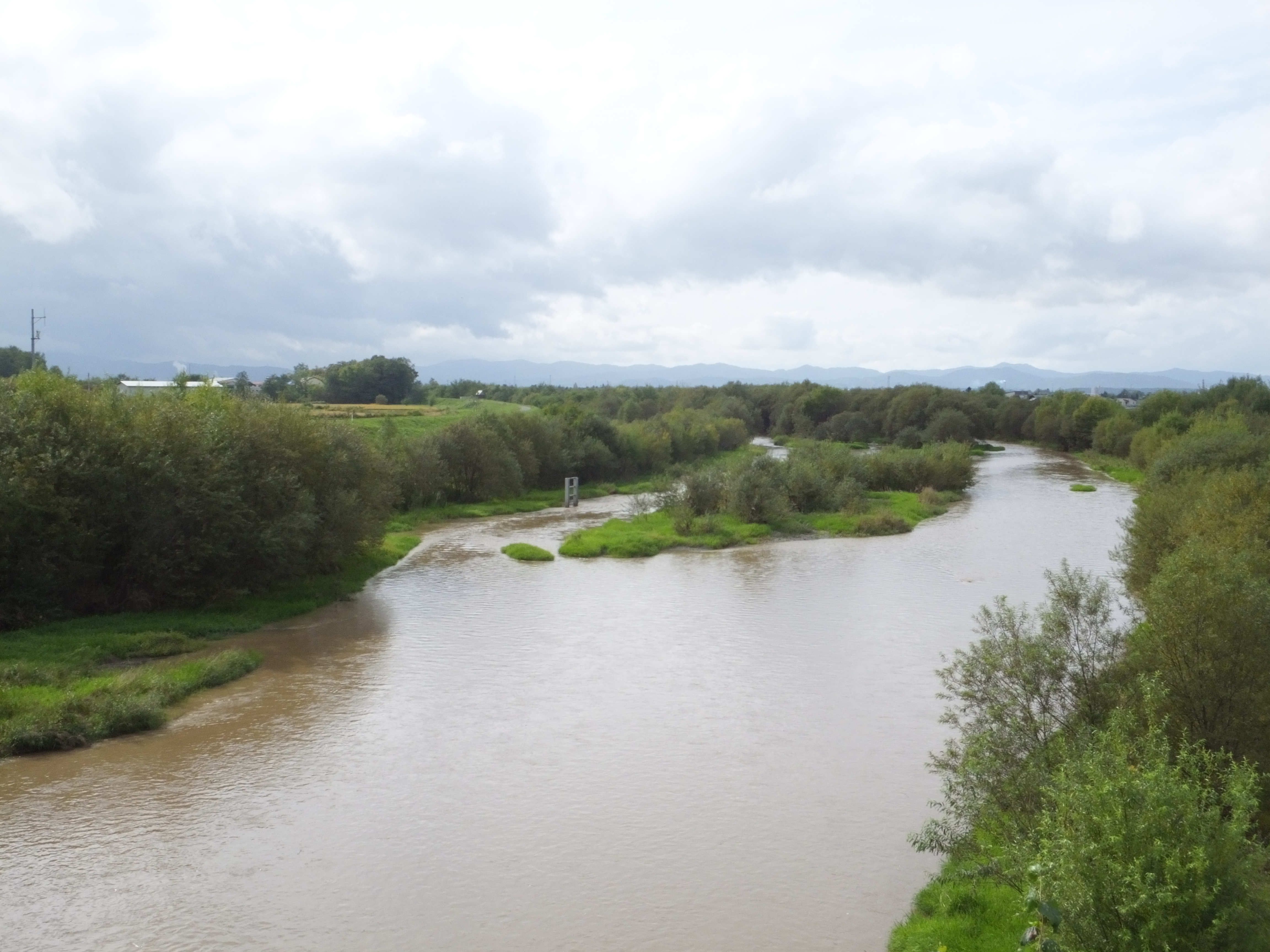
鹿島橋より下流方

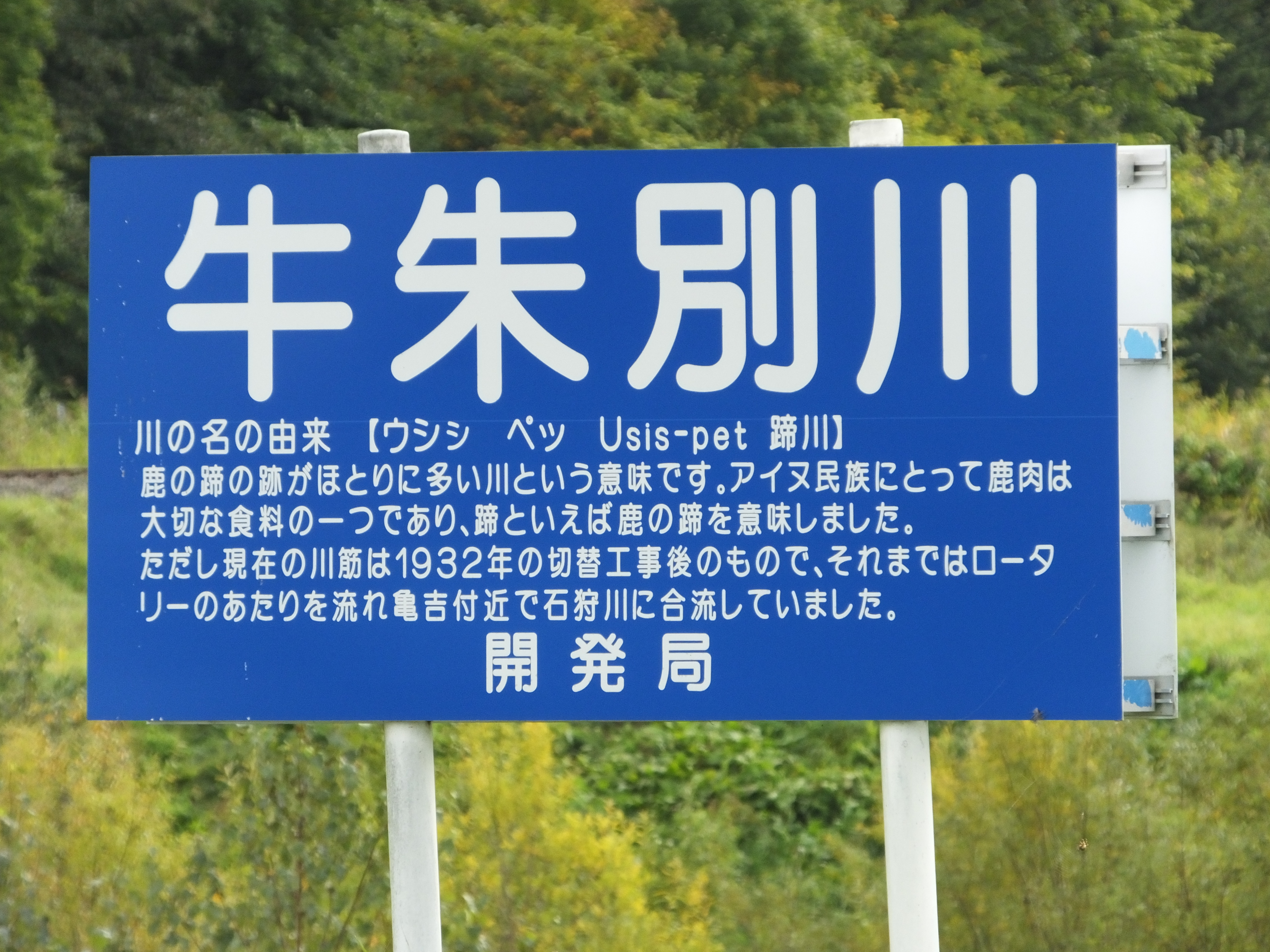
鹿島橋にある河川名標

牛朱別川（うしゅべつがわ）は、北海道上川郡当麻町および旭川市を流れる一級河川。石狩川水系の支流である。

## 流路
北海道上川郡当麻町南東の上川町との境界付近に源を発し北西に流れる。JR当麻駅付近で南西に転じ、旭川市永山町で分水路の永山新川を分ける。旭川市街地の北側を流れ、国道40号の石狩川の橋梁である旭橋が架かる旭川市常盤通付近で石狩川に合流する。
旭川市の四大河川（他の3つは石狩川、忠別川、美瑛川）の中では唯一大雪山系を源流とせず、長さも一番短いとされている。

## 名称について
アイヌ語で「蹄・川」を意味する「ウシㇱペッ（usis-pet）」に由来するとされる。これはかつて鹿の足跡が多かったことによるものである。
このほか、氾濫する様子から「憤る・川」を意味する「イシㇱペッ（isis-pet）」に由来するとする説もある。

## 治水
旭川市街地を流れる牛朱別川は、市街地の川幅が狭いために氾濫の被害が多発していた。1930年（昭和5年）から1932年（昭和7年）にかけて、宗谷本線を渡る鉄道橋付近から下流の流路の切替工事が行われた。それ以前は現在の旭川常盤ロータリー付近を通り、北海道旭川高等支援学校（以前は旭川市立聖園中学校）の付近で石狩川に合流していたものを、旭橋上流で合流させる大規模な工事となり、旧河川は埋め立てられた。
その後も市街地内での小規模な流路変更などが行われたが解決に至らず、旭川郊外で分流させ永山地区の西側を流れる石狩川に短絡させる分水路の建設を新たに着手し、2002年に併用を開始した。分流点には樋門が設置され、旭川市街地へ流れる水は増水時に流量を調整し、市街地の洪水被害を防いでいる。
源流付近には大沢ダムがある。

## 利水
本流合流点から約3.6km上流にある日本製紙工業用水取水堰の水は製紙プラント用の工業用水として利水される。

## 環境
旭川の都市化により流域の牛朱別川下流が汚濁するようになった。増加する都市排水に対して流量の少ない牛朱別川の自浄作用が不足していることが原因である。これを改善するために排水専用の導水管を牛朱別川沿いに地中に設置し、そこへ都市排水を集め、石狩川合流点よりさらに下流の水量が多く自浄作用の高い忠別川との合流点付近まで導き放水している。

## 主な支流
- ペーパン川 (米飯川)
- 倉沼川
- 当麻川
- ポンウシベツ川
- 小股川
- 難波田川
- 基北川
- 愛宕新川